# Кшинувек, Яцек
Я́цек Камиль Кшину́век (пол. Jacek Kamil Krzynówek; 15 мая 1976 года, Каменьск, Польша) — польский футболист, полузащитник. Выступал за сборную Польши.

## Клубная карьера
В начале карьеры, до 1994 года выступал за клуб «Хшановице», затем перешёл в «Радомско».
В 1996 году присоединился к клубу «Ракув», в составе которого 28 июля 1996 года дебютировал в Высшей лиге чемпионата Польши. По окончании сезона перешёл в «Белхатув», выступавший во второй лиге. В сезоне 1997/98 его команда вышла в Высшую лигу, однако надолго там задержаться не смогла, вылетев в первый же сезон.
Игра Яцека за «Белхатув» привлекла внимание скаутов «Нюрнберга», и в 1999 году он перешёл в немецкую команду, выступавшую во Второй Бундеслиге. В 2002 году Кшинувек принял участие в завоевании «Нюрнбергом» повышения в классе, он был признан лучшим левым полузащитником Второй Бундеслиги.
Однако уже после сезона 2003/04 «Нюрнберг» вылетел обратно, а Яцек перешёл в леверкузенский «Байер-04». В сезоне 2004/05 Яцек наравне с Ворониным и Бербатовым был одним из лучших игроков клуба. «Байер» успешно выступил в Лиге Чемпионов, пройдя мадридский «Реал» и итальянскую «Рому». Кшинувек забил 3 мяча, один из которых, в ворота «Реала» был признан одним из лучших на турнире. Весной 2006 года Яцек получил травму, после которой стал редко попадать в основной состав «Байера», по окончании сезона он перешёл в «Вольфсбург», где провел 3 года, сыграв 55 матчей.
Завершил профессиональную карьеру в «Ганновере», за который выступал с 2009 по 2011.

## Карьера в сборной
Будучи игроком «Белхатув», дебютировал за сборную 10 ноября 1998 года в матче против сборной Словакии. Яцек стал одним из ключевых игроков сборной в отборе к Чемпионату мира в Японии и Корее 2002 и попал в заявку на турнир. Однако на чемпионате поляки выступили довольно плохо, не выйдя из группы. Яцек принял участие во всех 3 матчах группового этапа.
Сборная Польши не смогла пробиться на Евро 2004, но отобралась на Чемпионат мира 2006. Яцек попал в заявку на турнир и принимал участие в матчах сборной на чемпионате, однако поляки вновь выступили неудачно, не преодолев групповой этап.
Кшинувек также был в заявке сборной на финальную часть Чемпионата Европы в Австрии и Швейцарии.

## Голы в сборной
| #   | Дата            | Место                      | Соперник          | Счёт | Результат | Соревнование                             |
| --- | --------------- | -------------------------- | ----------------- | ---- | --------- | ---------------------------------------- |
| 1.  | 28 февраля 2001 | Ларнака, Кипр              | Швейцария         | 4:0  | Победа    | Товарищеский матч                        |
| 2.  | 30 апреля 2003  | Брюссель, Бельгия          | Бельгия           | 1:3  | Поражение | Товарищеский матч                        |
| 3.  | 6 июня 2003     | Познань, Польша            | Казахстан         | 3:0  | Победа    | Товарищеский матч                        |
| 4.  | 12 ноября 2003  | Варшава, Польша            | Италия            | 3:1  | Победа    | Товарищеский матч                        |
| 5.  | 4 сентября 2004 | Белфаст, Северная Ирландия | Северная Ирландия | 3:0  | Победа    | Отборочные игры на Чемпионат Мира 2006   |
| 6.  | 9 октября 2004  | Вена, Австрия              | Австрия           | 3:1  | Победа    | Отборочные игры на Чемпионат Мира 2006   |
| 7.  | 13 октября 2004 | Кардифф, Уэльс             | Уэльс             | 3:2  | Победа    | Отборочные игры на Чемпионат Мира 2006   |
| 8.  | 26 марта 2005   | Варшава, Польша            | Азербайджан       | 8:0  | Победа    | Отборочные игры на Чемпионат Мира 2006   |
| 9.  | 7 октября 2005  | Варшава, Польша            | Исландия          | 3:2  | Победа    | Товарищеский матч                        |
| 10. | 24 марта 2007   | Варшава, Польша            | Азербайджан       | 5:0  | Победа    | Отборочные игры на Чемпионат Европы 2008 |
| 11. | 2 июня 2007     | Баку, Азербайджан          | Азербайджан       | 3:1  | Победа    | Отборочные игры на Чемпионат Европы 2008 |
| 12. | 2 июня 2007     | Баку, Азербайджан          | Азербайджан       | 3:1  | Победа    | Отборочные игры на Чемпионат Европы 2008 |
| 13. | 22 августа 2007 | Москва, Россия             | Россия            | 2:2  | Ничья     | Товарищеский матч                        |
| 14. | 8 сентября 2007 | Лиссабон, Португалия       | Португалия        | 2:2  | Ничья     | Чемпионат Европы по футболу 2008         |
| 15. | 1 июня 2008     | Хожув, Польша              | Дания             | 1:1  | Ничья     | Товарищеский матч                        |

## Достижения
- Футболист года в Польше: 2003, 2004